# Pico Posets

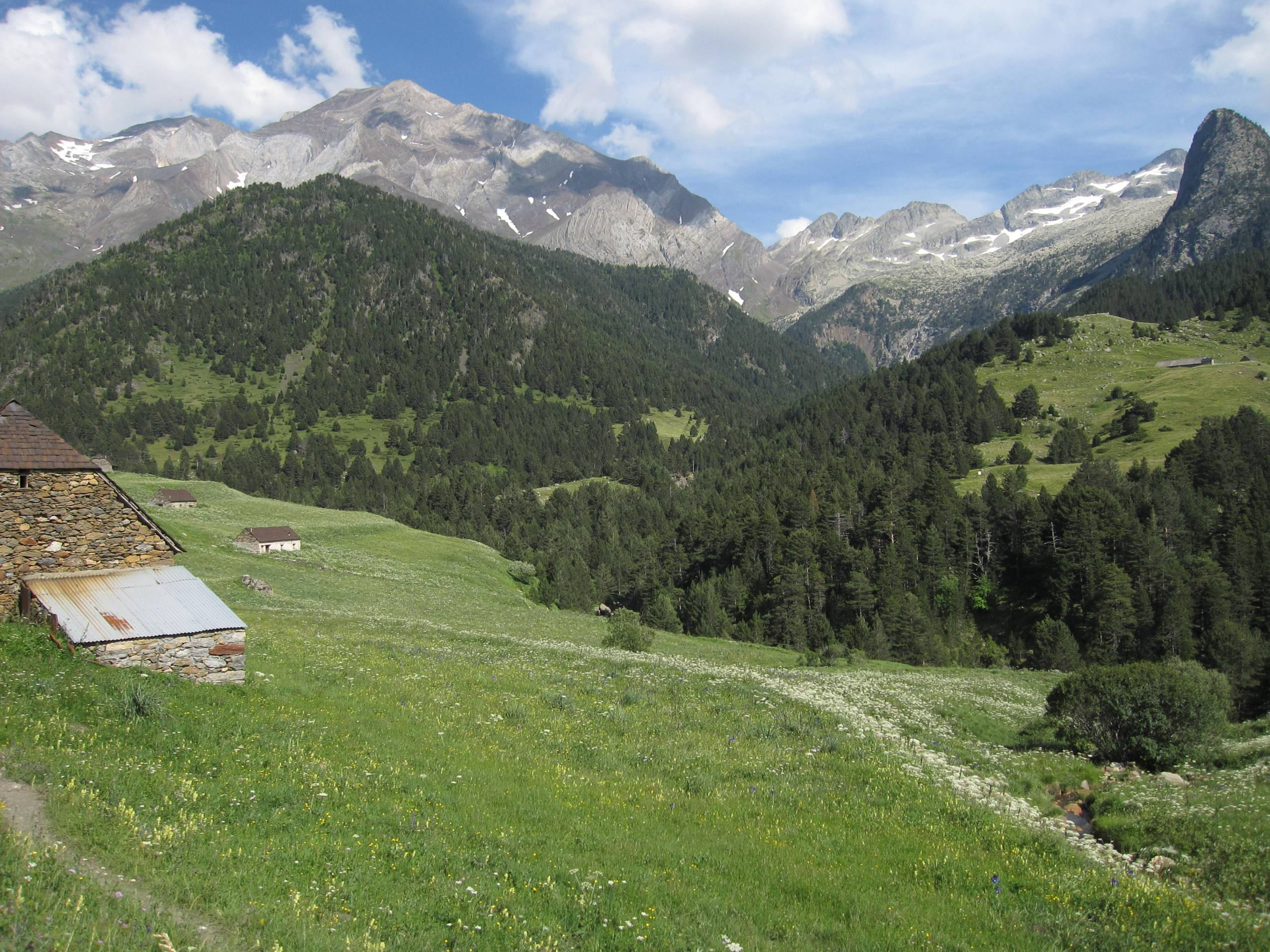
Cara oeste del macizo de Posets visto desde Viadós, en la cabecera del Valle de Gistau. El pico de la izquierda es la cima del Posets.

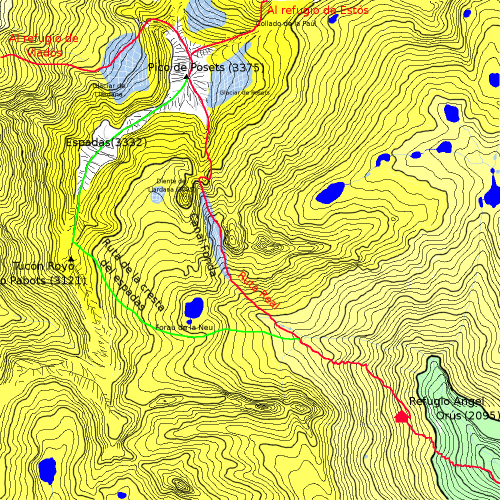
Rutas de ascenso al Posets.

El pico Posets o Punta de Llardana es el segundo pico más alto de los Pirineos, tras el Aneto. Tiene una altitud de 3368 metros y se encuentra en el norte de la provincia de Huesca (Aragón). Forma parte de la ruta: Pico Posets, Pico Perdiguero y Pico Aneto.
[cita requerida]

## Algunas rutas

### Cresta de Las Espadas
Desde el Refugio Ángel Orús se sigue la ruta normal al Posets, dejándola cuando se llega bajo el Diente de Llardana. Seguir al frente hacia el pico Pavots y recorrer la cresta hacia la derecha.

### Corredor Jean-Arlaud
La ascensión al Pico Posets por el Corredor Jean Arlaud se trata de un recorrido reservado a montañeros experimentados, ya que requiere el uso de cuerdas para su aseguramiento. Su ascensión se suele realizar únicamente en invierno y primavera.
El recorrido parte de la vía normal que viene del Refugio de Viados, en la vertiente oeste de la montaña, en el Valle de Gistau. Una vez superado el Pinar del Clot se asciende hasta llegar al glaciar de Posets. Abandonar la ruta normal, y dirigirse a la derecha, cruzando todo el circo y apareciendo en seguida la línea bien visible y marcada del Corredor Jean Arlaud.
Se trata de un recorrido de unos 250 metros catalogados con una dificultad de AD (Algo Difícil)que discurren por una canal encajonada, con pendientes de 45°-50° y un par de resaltes de 55°-60° que pueden estar en hielo o mixtos según las condiciones. Prever unas dos horas para el corredor. Luego aún nos restarán unos 45 hasta la cumbre. Descenso por la ruta normal de Viados.
Este corredor lleva el nombre de su aperturista Jean Arlaud, quien lo ascendió el 5 de septiembre de 1927 junto a Ramón d´Espouy y André Monégier.